# Sinagoga italiana di Istanbul
La sinagoga italiana, nota anche come Kal de los Frankos, è una sinagoga che si trova in Şair Ziya Paşa Caddesi, nelle immediate vicinanze della Torre di Galata, nel distretto di Beyoğlu, a Istanbul, Turchia. La sinagoga fu voluta dalla comunità Israelitico-Italiana di Istanbul, raccolta intorno alla figura di Daniel Farandis, in rottura con gli esponenti della comunità ebraica ottomana. Nel 1866, il governo italiano richiese espressamente al sultano Abdül Aziz di destinare un appezzamento di terreno a Galata per la costruzione di una sinagoga italiana, che qui venne edificata soltanto nel 1885. Nel 1931 l'edificio originario fu demolito per essere sostituito da una nuova sinagoga. Fino agli anni Sessanta del Novecento questa zona della città fu conosciuta come "la salita degli ebrei" in virtù della consolidata presenza di comunità ebraiche.